# Hungerberg (Fränkische Alb)
Der Hungerberg ist ein 601,2 m ü. NHN hoher, bewaldeter Berg im Hahnenkamm, einem Teilgebirge der Fränkischen Alb, auf dem Gemeindegebiet des Marktes Heidenheim im mittelfränkischen Landkreis Weißenburg-Gunzenhausen. 

## Geographie

### Lage
Der Hungerberg liegt im Naturpark Altmühltal inmitten eines Waldgebiets auf dem Gebiet der Marktgemeinde Heidenheim. Entlang der Ostflanke liegt die Gemeindegrenze zur Stadt Treuchtlingen, unmittelbar im Süden die Gemeindegrenze zu Polsingen. Der Berg liegt etwa auf halber Strecke zwischen den Orten Heidenheim und Polsingen, südöstlich von Hechlingen am See, südwestlich von Schlittenhart, Melchershof und Maierhof, nordwestlich von Döckingen sowie nordöstlich von Ursheim, Stahlmühle und Kohnhof. Etwa 2,5 km nordnordwestlich des Hauptgipfels liegt die Ortsmitte von Hechlingen, dazwischen befindet sich in einer Entfernung von 700 m in derselben Richtung nach einem flachen Sattel der Nebengipfel des Lohbichel (594,2 m ü. NHN). Zwischen Lohbichel und Hungerberg liegt die Blutrinne, ein kleiner Felsen, der mit einem keltischen Heiligtum in Verbindung gebracht wird. Vor der Westflanke des Berges liegt der Hahnenkammsee, der von der Rohrach durchflossen wird.

### Naturschutz
Der Hungerberg liegt im Landschaftsschutzgebiet Schutzzone im Naturpark Altmühltal (CDDA-Nr. 396115; 1995 ausgewiesen; 1631 km² groß).

### Naturräumliche Zuordnung
Der Hungerberg gehört in der naturräumlichen Haupteinheitengruppe Fränkische Alb (Nr. 08), in der Haupteinheit Südliche Frankenalb (082) und in der Untereinheit Altmühlalb (082.2) zum Naturraum Hahnenkammalb (082.20), wobei unmittelbar an der Südflanke des Berges der Naturraum der Döckinger Hochfläche beginnt.

## Bauwerke
Zwischen dem Hungerberg und dem südlichen Ende des Hahnenkammsees liegt auf dem sogenannten Schloßberg (ca. 527 m ü. NHN) der Burgstall Stahelsberg.
Am Süd- und am Nordhang gibt es mehrere Grabhügel, die vom Bayerischen Landesamt für Denkmalpflege als Bodendenkmal ausgewiesen und in die Bayerische Denkmalliste eingetragen sind.